# Ediciones de lenguas extranjeras (Corea del Norte)
"Ediciones de lenguas extranjeras" es la oficina central de publicaciones de Corea del Norte de documentos en idiomas extranjeros, ubicada en Potonggang-guyok de Pyongyang, Corea del Norte. Emplea a un pequeño grupo de extranjeros para revisar las traducciones de los textos norcoreanos a fin de que esos textos sean adecuados para su publicación en idiomas extranjeros.
La editorial está bajo el control del Departamento de Propaganda y Agitación del Partido de los Trabajadores de Corea, que también toma decisiones sobre su personal.
La Editorial de Idiomas Extranjeros mantiene los portales web Naenara y Publicaciones de la RPDC, y publica los periódicos Korea, Korea Today, Foreign Trade of the DPRK y el periódico Pyongyang Times.
La Editorial de Lenguas Extranjeras cuenta con un equipo deportivo en los juegos de funcionarios del Premio Paektusan.